# Franz Maget

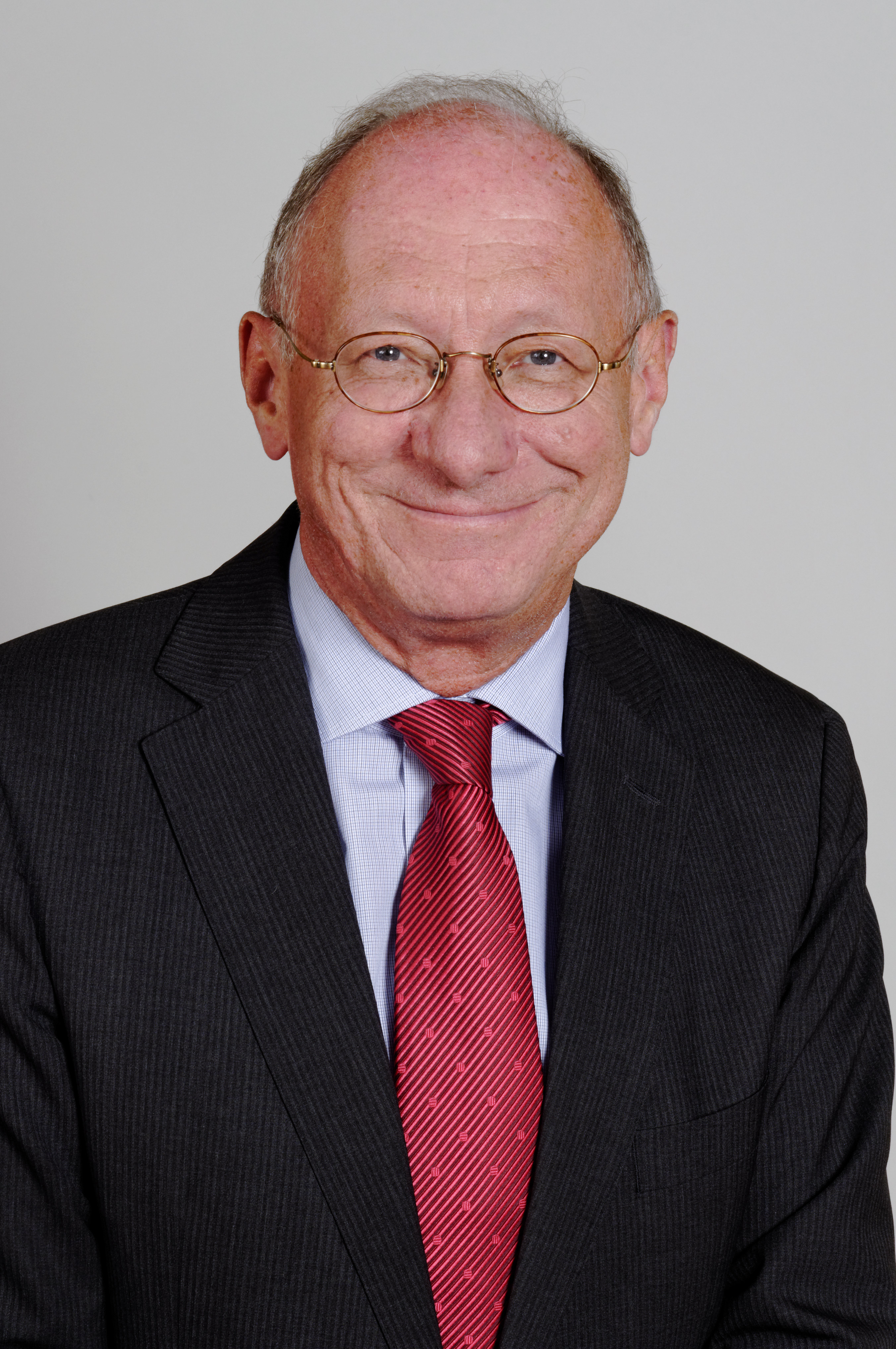
Franz Maget (2012)

Franz Josef Maget (* 18. November 1953 in München) ist ein bayerischer Politiker (SPD), er war vom 23. Oktober 1990 bis zum 7. Oktober 2013 Mitglied des Bayerischen Landtags, von 2000 bis 2009 Oppositionsführer. In den Landtagswahlkämpfen 2003 und 2008 war er Spitzenkandidat der SPD in Bayern.

## Leben

### Familie
Die Eltern von Maget stammen aus Beilngries im heutigen Landkreis Eichstätt. Der Vater (* 1920) wuchs in Beilngries auf und verließ es 1936. Nach Wehrdienst, Kriegseinsatz und Gefangenschaft kehrte er 1949 zurück. Die Mutter war Buchhalterin im Brauereigasthof Schattenhofer. Er fand 1951 eine Anstellung in München als Industrieschneider. Maget ist mit Dorothea Brückel-Maget verheiratet, mit der er zwei Kinder hat.

### Ausbildung und Beruf vor der politischen Tätigkeit
Maget bestand 1973 sein Abitur am Oskar-von-Miller-Gymnasium in München-Schwabing, wo er zuvor Schülersprecher war. Danach leistete er seinen Zivildienst am Max-Planck-Institut für Psychiatrie. Von 1975 bis 1980 studierte Maget Geschichtswissenschaft, Sozialwissenschaften und Germanistik an der Ludwig-Maximilians-Universität München. Nach neun Semestern schloss er das Studium als Magister der Sozialwissenschaften ab. Maget wurde Stipendiat der Hans-Böckler-Stiftung und Mitbetreiber einer Münchner Studentenkneipe.
Von 1982 bis 1990 arbeitete er als hauptamtlicher Mitarbeiter des DGB in Bayern, u. a. als Bildungsreferent in der Münchner Zentrale. 1983 übernahm er den Vorsitz der Münchner Arbeiterwohlfahrt (AWO), deren Insolvenz kurz bevorstand. Innerhalb von zwei Jahren gelang es ihm, die marode AWO zu sanieren. Später übernahm er auch die Leitung der AWO Oberbayern.

### Politik
1971 trat Maget der SPD bei. Von 1978 bis 1986 war er Mitglied im Bezirkstag von Oberbayern. Seine Arbeitsschwerpunkte waren Gesundheitspolitik und Jugendpsychiatrie.

#### Landtagsmandat
Am 12. Oktober 1986 kandidierte er im Stimmkreis München-Milbertshofen für den Bayerischen Landtag und unterlag dem damaligen CSU-Fraktionsvorsitzenden Gerold Tandler. Am 14. Oktober 1990 trat er im selben Stimmkreis erneut gegen Tandler an und konnte diesmal das Direktmandat erlangen. Bei den Landtagswahlen am 25. September 1994 und am 13. September 1998 verteidigte Maget seinen Stimmkreis erfolgreich gegen Monika Hohlmeier (CSU). Bei den Wahlen 2003 verlor er das Direktmandat, gewann es jedoch bei der Landtagswahl 2008 erneut, damit war er der einzige Sozialdemokrat, der direkt in den bayerischen Landtag gewählt wurde. Bei der Wahl 2013 trat er nicht mehr an und wurde daher am 9. Juli 2013 im Bayerischen Landtag von der SPD-Fraktion offiziell verabschiedet.
Von 1990 bis 1996 gehörte Maget dem Ausschuss für Sozial-, Familien- und Gesundheitspolitik des Bayerischen Landtags an, 1994 bis 1996 war er dessen Vorsitzender. Als stellvertretender Fraktionsvorsitzender, Fraktionsvorsitzender und Vizepräsident des bayerischen Landtags gehörte er von 1996 bis 2013 mit kurzer Unterbrechung dem Ältestenrat des Landtags an.
Am 16. Dezember 2009 wurde Maget zum 2. Vizepräsidenten des Bayerischen Landtags gewählt.

#### Oppositionsführer
Die SPD-Landtagsfraktion wählte ihn 1996 zu ihrem stellvertretenden Vorsitzenden. Seit 1997 ist er zudem Vorsitzender der Münchner SPD. Renate Schmidt schlug ihn im September 2000 zu ihrem Nachfolger als Fraktionsvorsitzenden vor.

#### Spitzenkandidat
Für die Landtagswahl am 21. September 2003 wurde Maget am 5. April 2003 als Spitzenkandidat der bayerischen SPD gewählt. Es kam zum größten Wahldebakel der SPD in Bayern nach 1945. Die SPD rutschte mit 19,6 Prozent auf das schlechteste Ergebnis ihrer Nachkriegsgeschichte ab, während die CSU mit 60,7 Prozent das zweitbeste Ergebnis ihrer Geschichte erzielte und als erste Partei in einem deutschen Flächenland die Zweidrittelmehrheit der Landtagsmandate erreichen konnte. Eine repräsentative Umfrage von Infratest dimap hatte am 1. Oktober 2003 ergeben, dass nur 59 Prozent der bayerischen Wähler mit dem Namen Franz Maget vertraut waren. Den bayerischen Ministerpräsidenten Edmund Stoiber kannten dagegen 100 Prozent. Maget sprach von „einer der bittersten Stunden“ in der Geschichte der Bayern-SPD. Die Ausgangsbedingungen aus Berlin hätten es der SPD „so schwer gemacht wie noch nie zuvor bei einer bayerischen Landtagswahl“. Er sei aber trotzdem bereit, weiterzumachen. Am 26. September 2003 traten der bayerische SPD-Landesvorsitzende Wolfgang Hoderlein und die SPD-Generalsekretärin Susann Biedefeld zurück. Maget musste das Direktmandat seines Stimmkreises an Monika Hohlmeier abgeben, zog aber über die SPD-Bezirksliste Oberbayern erneut in den Landtag ein. Trotzdem wurde er auf dem SPD-Bundesparteitag am 18. November 2003 in Bochum mit dem fünftbesten Stimmenergebnis in den Vorstand gewählt.
Am 15. Juni 2008 wurde er auf einem außerordentlichen Parteitag der bayerischen SPD mit 98,4 Prozent der Delegierten-Stimmen zum Spitzenkandidaten für die Landtagswahl am 28. September gewählt. Zu seinem Kompetenzteam gehörten Thomas Beyer (Arbeit und Soziales), Susann Biedefeld (Umwelt), Johanna Werner-Muggendorfer (Familie), Hans-Ulrich Pfaffmann (Bildung), Florian Pronold (Finanzen) und Adelheid Rupp (Frauenpolitik). „Mein Anspruch und mein Ziel ist es, die politischen Verhältnisse in Bayern zu verbessern, die absolute Mehrheit der CSU zu brechen und selbst Ministerpräsident in Bayern zu werden“, erklärte Maget.
Bei der Landtagswahl am 28. September 2008 sackte die SPD jedoch um einen weiteren Prozentpunkt auf 18,6 Prozent ab. In der öffentlichen Wahrnehmung trat dies jedoch in den Hintergrund, da die CSU erstmals seit 1958 die absolute Mehrheit in Bayern verfehlte. In der SPD wurden sogar Überlegungen laut, die CSU mit einer Vierer-Koalition aus SPD, Grünen, FDP und Freien Wählern vom „Thron“ zu stoßen. Zum einen spielte die FDP nicht mit, zum anderen war das eigene Ergebnis nicht gerade geeignet, Regierungsansprüche anzumelden. Maget wurde erneut Fraktionsvorsitzender der SPD im bayerischen Landtag.
Nach dem SPD-Debakel bei der Bundestagswahl 2009 machte er vorzeitig Platz für einen neuen Fraktionschef im Landtag. Am 21. Oktober 2009 wurde Markus Rinderspacher zu seinem Nachfolger gewählt.

### Beruf nach der politischen Tätigkeit
Von 2016 bis 2018 arbeitete Franz Maget als Sozialreferent an den deutschen Botschaften in Tunis und Kairo. Von 2019 bis 2024 war er Sonderberater beim Bundesminister für wirtschaftliche Zusammenarbeit und Entwicklung für die Länder des Maghreb und Ägypten.

## Mitgliedschaften
- Maget war bis Februar 2010 Mitglied im Rundfunkrat des Bayerischen Rundfunks.
- Er wurde am 26. September 2007 zum Vizepräsidenten des TSV 1860 München gewählt und war maßgeblich an der Entlassung von Stefan Ziffzer beteiligt.[10] Im März 2013 gab Maget bekannt, dass er nach sechs Jahren Amtszeit nicht mehr als Vize zur Verfügung steht.[11]

## Ehrungen
- Die Marie-Juchacz-Plakette der Arbeiterwohlfahrt wurde ihm 2008 verliehen.
- 2010: Wenzel-Jaksch-Gedächtnispreis der Seliger-Gemeinde
- 2014: Bundesverdienstkreuz am Bande